# ダイヤと花の大観覧車

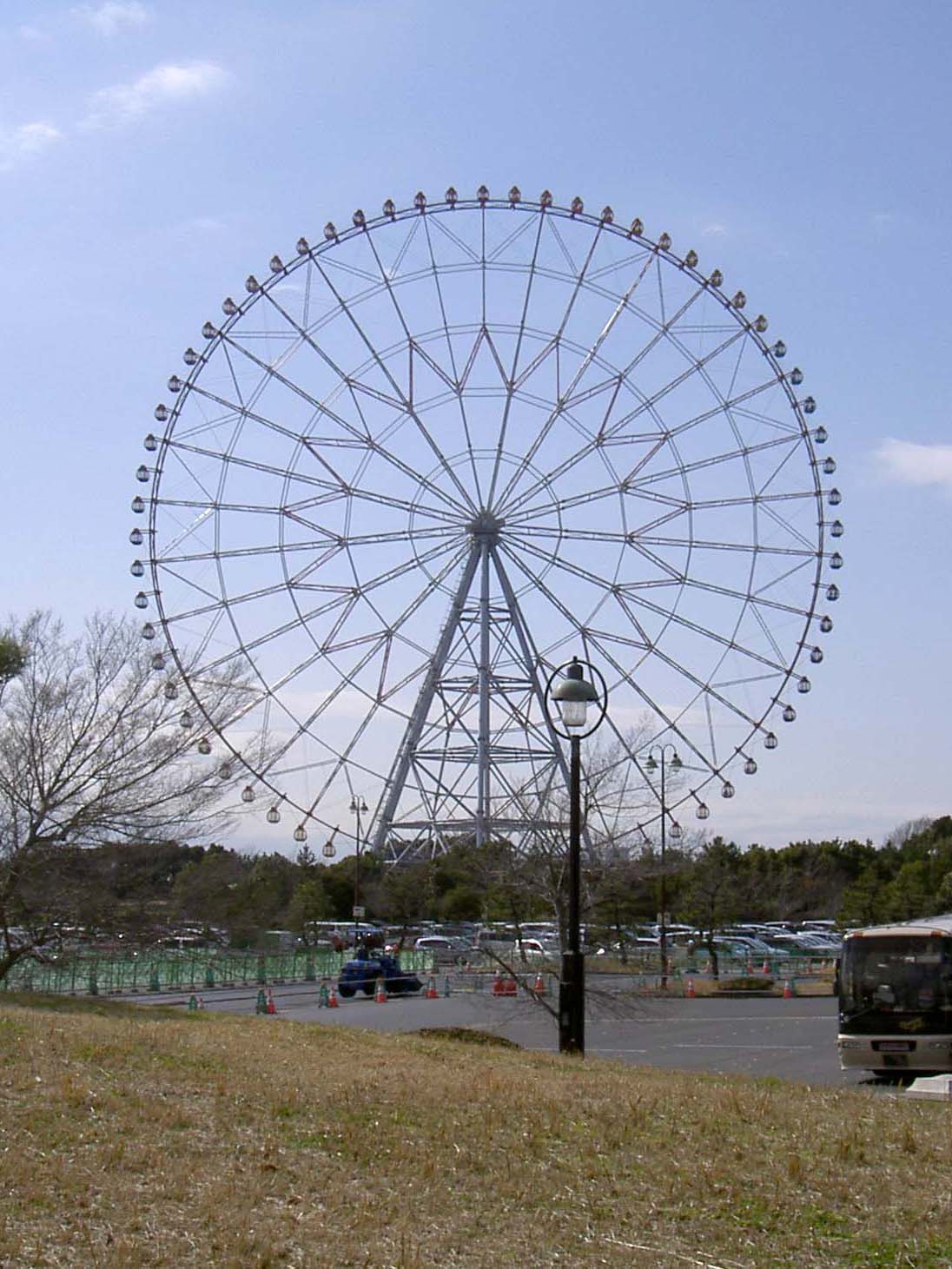
ダイヤと花の大観覧車

ダイヤと花の大観覧車（だいやとはなのだいかんらんしゃ）は、東京都江戸川区所在の葛西臨海公園内にある観覧車である。泉陽興業株式会社が運営。

## 概要
2001年3月17日オープン。東京ディズニーリゾートやレインボーブリッジ、東京タワーや東京スカイツリー、東京湾アクアラインの海ほたる、房総半島、富士山などを一望できる。
地上高は117mで、2016年7月1日に大阪府吹田市の「REDHORSE OSAKA WHEEL」（地上高123m）が完成するまでは日本一の高さだった。
ゴンドラに乗る前に記念撮影をすることができる。降りる時には出来上がり、特製台紙に入る。

## 施設仕様
- 回転輪直径：111m／地上高：117m
- ゴンドラ数：68台（冷暖房完備）
- 所要時間：1周約17分
- 定員：6人乗り×68台

## アクセス
葛西臨海公園内のため、葛西臨海公園#アクセスを参照